# بازاریابی اینترنتی
بازاریابی اینترنتی یا دیجیتال مارکتینگ (به انگلیسی: Digital marketing) نوعی از بازاریابی محصولات یا خدمات است که با استفاده از فناوری‌های دیجیتال و عمدتاً در اینترنت، از جمله تلفن‌های همراه و دیگر صفحات نمایش مثل کامپیوتر و هر رسانه دیجیتال دیگر انجام می‌شود. این نوع از بازاریابی تبلیغاتی است که به دلیل ارزانی، ماندگاری زیاد و فراگیر بودن آن هم‌زمان با رشد ابزارهای اطلاع‌رسانی و روابط عمومی، جایگاه خاصی را در بین تبلیغاتچی‌ها باز کرده‌است.
شبانه‌روزی و بی‌وقفه بودن آن و قابلیت ایجاد تغییرات به صورت به‌روز، باعث شده این نوع تبلیغات به خصوص زمانی که شرکت‌ها از لحاظ منابع مالی با مشکلات مواجه هستند کاملاً پُر‌رنگ‌تر می‌شود.
درواقع دیجیتال مارکتینگ به معنای استفاده از همه ابزارهای دیجیتال مثل وب‌سایت، اپلیکیشن، تبلیغات آنلاین (ادورز مارکتینگ)، شبکه‌های اجتماعی، سئو، بازاریابی اینترنتی و بازاریابی موبایلی، برای هدف مشخصی به اسم مارکتینگ یا بالا بردن فروش یا برند‌سازی می‌باشد.
به فرآیندی که تولید کننده رو به مصرف کننده وصل میکنه از طریق فضای آنلاین دیجیتال مارکتینگ گویند
۱ قابل اندازه گیری
۲ امکان خوشه بندی
۳ تعامل پذیری

## آخرین تحولات و استراتژی‌ها
یکی از مهم‌ترین تغییراتی که در بازاریابی سنتی رخ داده است، "ظهور بازاریابی دیجیتال" است و منجر به تجدید استراتژی‌های بازاریابی‌ شده، تا بتوانیم با این تغییر عمده در بازاریابی سنتی سازگار شویم. 
از آنجایی که بازاریابی دیجیتال وابسته به فناوری‌های در حال تغییر و در حال پیشرفت است، ویژگی‌های مشابهی را باید از پیشرفت‌ها و استراتژی‌های بازاریابی دیجیتال انتظار داشت.
بخش‌بندی بازار : تمرکز بیشتر بر تقسیم‌بندی در بازاریابی دیجیتالی قرار گرفته است، تا بتواند بازارهای خاص را در هر دو بخش تجارت تا کسب و کار و مصرف‌کننده تا مصرف‌کننده هدف قرار دهد.
اینفلوئنسر مارکتینگ: گروه‌های مهم در جوامع مرتبط شناسایی می‌شوند و به عنوان اینفلوئنسر شناخته می‌شوند و در حال تبدیل شدن به یک مفهوم مهم در بازاریابی دیجیتال است. اینفلوئنسر شدن از طریق تبلیغات پولی، مانند تبلیغات فیسبوک، یا کمپین‌های گوگل ادوردز یا از طریق نرم‌افزار پیشرفته sCRM (مدیریت ارتباط با مشتری) مانند SAP C4C ،Microsoft Dynamics ،Sage CRM و Salesforce CRM امکان‌پذیر است. در حال حاضر بسیاری از دانشگاه‌ها، در سطح کارشناسی ارشد، روی استراتژی‌های اینفلوئنسری متمرکز هستند.

## مطالعه بیشتر
- Ryan, Damian; Jones, Calvin (2009), Understanding digital marketing: marketing strategies for engaging the digital generation, Kogan Page, ISBN 0-7494-5389-3
- Carter, Ben; Brooks, Gregory; Catalano, Frank; Smith, Bud (2007), Digital Marketing for Dummies, John Wiley & Sons, ISBN 978-0-470-05793-3